# Доменика Монтеро
„Доменика Монтеро“ (на испански: Doménica Montero) е мексиканска теленовела, режисирана от Лоренсо де Родас и продуцирана от Валентин Пимстейн за Телевиса през 1978 г. Адаптацията на Каридад Браво Адамс е базирана на оригиналната история Господарката, създадена от Инес Родена.
В главните роли са Иран Еори и Рохелио Гера, а в отрицателните – Ракел Олмедо и Хавиер Марк.

## Сюжет
Доменика Монтеро е красива наследница, останала сираче от дете и израснала при леля си Анхелика, която е вдовица. Анхелика има дъщеря на име Норма, която има жесток характер и голяма красота. Норма завижда на късмета на братовчедка си. Доменика е на път да се омъжи за Макс, без да знае, че той има романтична връзка с Норма. Последната открива, че адвокатът на Доменика не вярва на Макс и го заплашва да каже истината за тях, ако не избяга с него. В навечерието на сватбата Макс пише писмо на Доменика и бяга, за да не ѝ причини повече зло. В деня на сватбата си Доменика пристига в църквата, но годеникът ѝ така и не пристига. Норма разбира, че Макс е избягал.
Изправена пред този факт, Доменика, която е претърпяла нервен срив, решава да напусне града и да се уедини в една от своите ферми, наречена „Ястребите“. Там тя се променя забележимо и от мила и чувствителна жена се превръща в твърдо и неприятно същество, което мрази всички мъже. Във фермата живее и работи Хенаро Пеня, управителят, който изпитва нездравословна страст към Доменика и за да бъде близо до нея, той търпи унижението и малтретирането на младата жена.
Хосе Мария Роблес е собственик на ферма, намираща се в близост до тази на Доменика, наречена „Лагуна“. Наскоро овдовял, той живее с майка си Мерседес и прислужница. Доменика и Хосе Мария не се харесват и имат няколко срещи, тъй като той отхвърля всякакви бизнес отношения с нея. С течение на времето между двамата се установява връзка на любов и омраза, която ги свързва дълбоко.
Макс, бившият приятел на Доменика, се връща и ѝ се представя, но Хенаро му пречи да се приближи и подпалва къщата на Хосе Мария, когато разбира, че той е любимецът на младата Доменика. След като е открит, Хенаро бяга, но един от многото му врагове го убива; обвинен е Хосе Мария.
След като разбира, Доменика отива да му помогне, но претърпява инцидент и така научава, че убиецът е Роке, един от бодигардовете на Хенаро. Всичко става ясно и накрая Доменика и Хосе Мария заявяват любовта си един на друг, живеят в мир и се женят.

## Актьори
- Иран Еори – Доменика Монтеро Кампо-Миранда
- Рохелио Гера – Хосе Мария Роблес Олмос
- Ракел Олмедо – Норма Орналес Кампо-Миранда
- Хавиер Марк – Хенаро Пеня
- Росарио Галвес – Доня Анхелика Кампо-Миранда вдовица де Орналес
- Гастон Тусет – Макс Ордониес Переа
- Антонио Браво – Дон Андрес
- Беатрис Агире – Доня Мерседес Олмос Валенсия вдовица де Роблес
- Грасиела Бернардос – Ниевес
- Аурора Молина – Флора
- Алехандро Рабаго – Ернесто
- Лусиано Ернандес де ла Вега – Сан Хенис
- Хосе Елиас Морено – Педро
- Алисия дел Лаго – Николаса
- Барбара Корсега – Росарио
- Сокоро Бония – Чачи
- Антонио Мигел – Отец Хуан
- Патрисия Мартинес – Леонор
- Мигел Анхел Гиглиаса – Пакито
- Амалия Йерго
- Блас Гарсия
- Ернесто Яниес

## Премиера
Премиерата на Доменика Монтеро е през 1978 г. по Canal 2. Последният епизод е излъчен през 1979 г.

## Версии
- Господарката, венецуелска теленовела, продуцирана от Роман Чалбауд за RCTV през 1972 г., с участието на Лила Морийо и Елио Рубенс.
- El desafio, венецуелска теленовела, продуцирана от Карлос Ламус за RCTV през 1995 г., с участието на Калуда Вентурини, Енри Сото и Мими Ласо.
- Господарката, мексиканска теленовела, продуцирана от Флоринда Меса Гарсия за Телевиса, с участието на Анхелика Ривера, Франсиско Гаторно и Синтия Клитбо.
- Amor e odio, бразилска теленовела, продуцирана от Давид Гримберг и Жилберто Нунес за SBT през 2001 г., с участието на Сузи Рего, Даниел Боавентура и Виетия Роча.
- Желязната дама, мексиканска теленовела, продуцирана от Никандро Диас Гонсалес за Телевиса през 2010 г., с участието на Лусеро, Фернандо Колунга и Габриела Спаник.